# Giorgio Andreoli

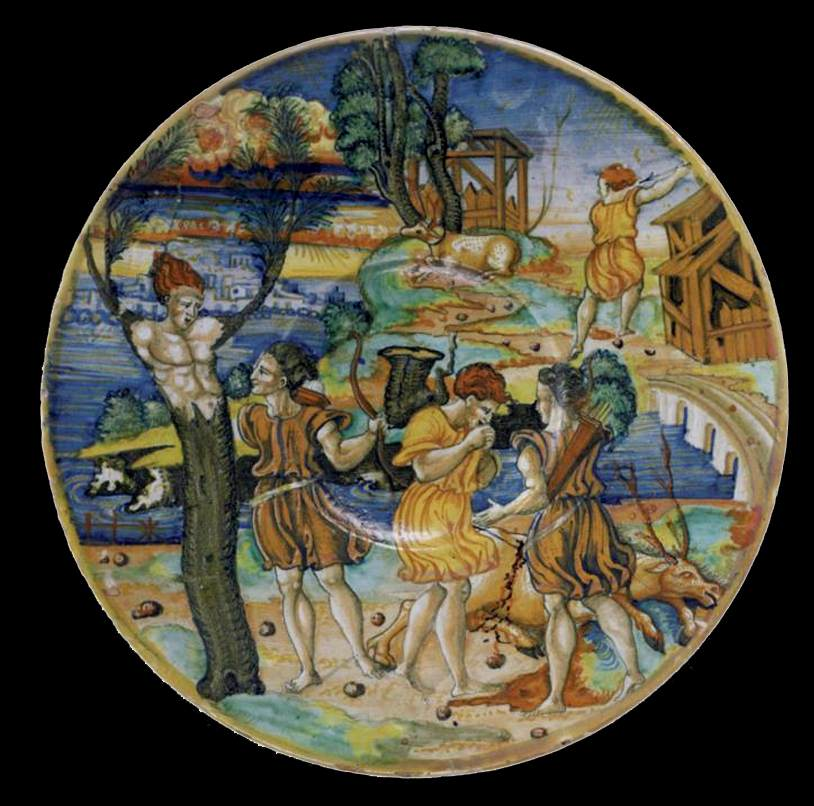
Plato con reflejos de Giorgio Andreoli representando La Metamorfosi di Ciparisso (1525-30).

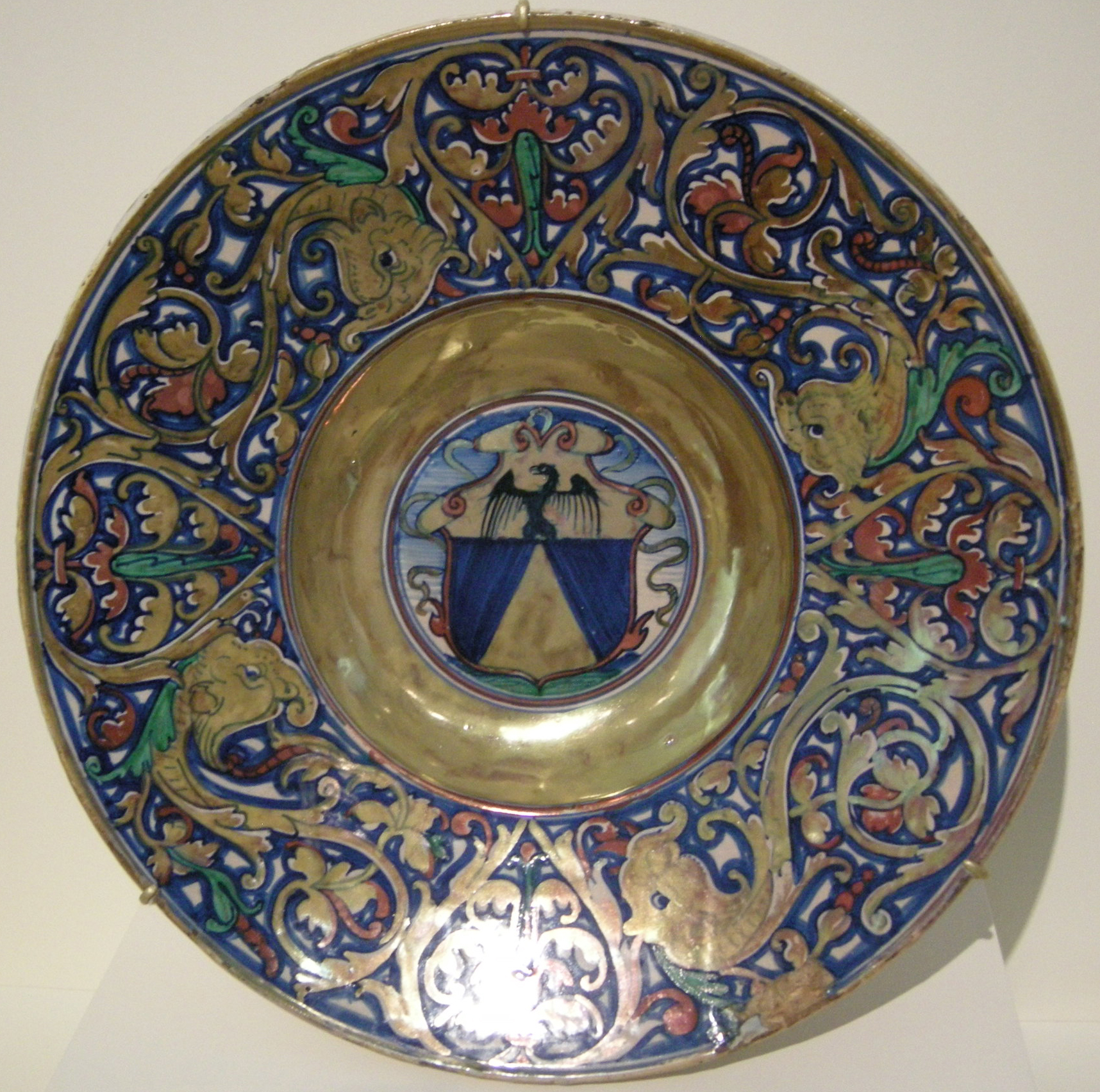
Plato de mayólica datado en 1524.

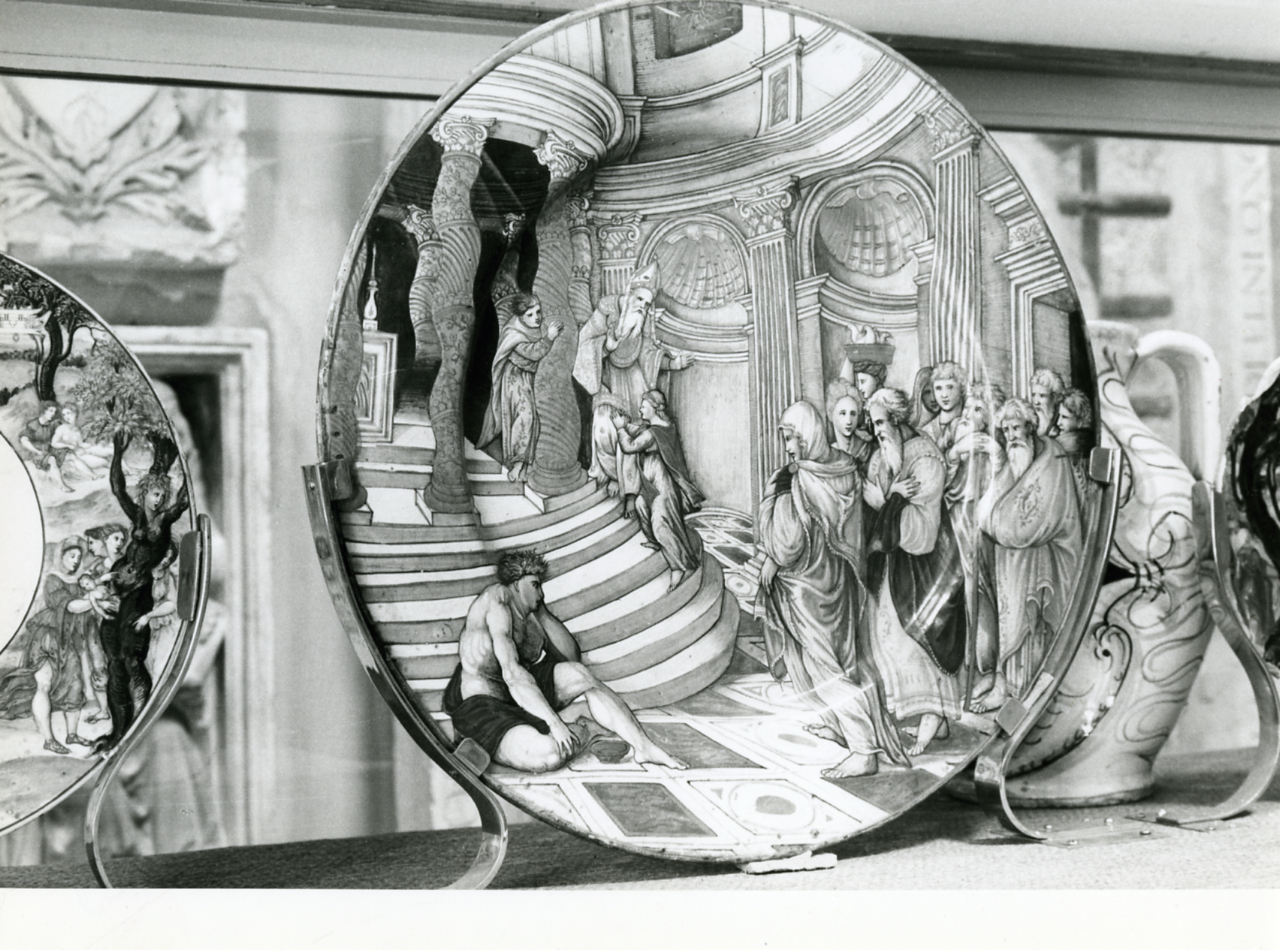
Plato representando "Presentazione della Vergine al tempio", de Giorgio Andreoli y Niccolò Pellipario. Foto de Paolo Monti (1971)

Giorgio Andreoli, conocido también como Maestro Giorgio Andreoli o Maestro Giorgio, (Intra fracción de Verbania, entre 1465 y 1470-Gubbio, 1555) fue un alfarero italiano, conocido como estudioso y perfeccionador de la técnica del lustre en los objetos cerámicos. 

## Biografía
Se había  trasladado a Gubbio en 1490 con sus hermanos Giovanni y Salimbene, ambos también alfareros, e instauró una nueva técnica decorativa que se ha vinculado su nombre, con la que se obtenía mediante la aplicación, a una cerámica ya cocida, de una película de sustancias metálicas que, después de una segunda cocción, mostraba los efectos iridiscentes.
Esta técnica no era del todo desconocida, de hecho, fue utilizada por los persas desde el siglo VIII y posteriormente se aplicó en la loza dorada o reflejo hispano-árabe, pero el mérito de Andreoli fue el poder perfeccionarla.
El éxito de su trabajo fue tal que otras localidades conocidas por su cerámica, como Faenza, Urbino y Pesaro, le enviaron  piezas de alta calidad para que fueran decoradas  por Andreoli, quien por un tiempo, fue ayudado en su actividad por sus hijos Vicenzo y Ubaldo.
Si en los primeros tiempos, el taller produjo principalmente cerámica para el servicio de  mesa, en un momento posterior, la gama de producción se amplió y Andreoli también trabajó como decorador pictórico, como en la imagen de San Sebastián de 1501, conservada en el Museo Victoria y Alberto de Londres.
En 1498 se le concedió la ciudadanía y también la exención de un impuesto especial por un período de unos veinte años, lo cual representaba una señal de que su obra fue particularmente popular en esos años. Más tarde, el papa León X, prolongó la exención por tiempo indefinido.